# Méthacompost
Le méthacompost est un produit (co-produit secondaire) issu du compostage du digestat résultant d’une méthanisation de déchets organiques ou d'autres matières organiques fermentescibles. Il est utilisé comme engrais.
On utilise parfois improprement le nom de méthacompost pour décrire un digestat déshydraté.

## Caractéristiques

### Aspect
Un « méthacompost » présente un aspect solide et aéré, alors que le « digestat » est liquide (crémeux à pâteux et asphyxiant).

### Caractéristiques physico-chimiques
Cette matière est réputée naturellement hygiénisée par le double traitement qu’elle a subi (méthanisation puis compost), mais seuls les microbes et la plupart des parasites sont tués. Les métaux lourds, radionucléides ou polluants persistants peuvent rester présents, et même être concentrés dans le digestat, puis dans le méthacompost.
Carbone : La digestion anaérobie subie par les matières fermentescible réduit fortement le taux des matières organiques  (ex : le taux de matière organique est d’environ 58 % dans les fientes de volaille, mais chute à environ 38 % dans le digestat issu du méthaniseur), il en reste cependant généralement assez (cela dépend du type de procédé de méthanisation) pour permettre la production d’un compost de qualité agronomiquement intéressante si le digestat est amélioré par mélange avec une bonne source de matière organique avant la phase de compostage.
Azote : Le processus de digestion anaérobie induit aussi une minéralisation importante de l’azote (dans une proportion équivalente au taux de biodégradation du carbone. 
La teneur en azote reste cependant généralement supérieure à 1 % de MS (c'est-à-dire au-dessus de la valeur minimale imposée par la directive de la Communauté Européenne CE qui est d’environ 0,6 %), mais est sous la valeur maximale de la Norme Française NF U44-051 (2 % sur les supports de culture ; au-delà on devrait parler d’engrais organique et non plus de support de culture). Pour > J.G. Fuchs & al. (2001), la teneur en azote d’un méthacompost devrait être comprise entre 0,92 et 2,76 %. 
Minéraux : Certains méthacomposts, notamment issus d’excréments sont riches en K, Ca, Na
Métaux : leur quantité et leur nature dépendent du type de produits compostés.

### Caractéristiques biologiques
Elles semblent très variables selon les produits méthanisés et les méthodes retenues et il y a eu peu d'études de risques dans ce domaine (comparées aux études concernant l'incinération, l'épandage de lisiers et fumiers, ou l'enfouissement des déchets) 
Pur, un méthacompost, notamment produit avec des excréments de volaille ou de porc ne convient pas à la vie racinaire des plantes ni au bon développement des végétaux, qui y poussent mal, souvent victimes de maladies cryptogamiques.
Le degré de maturité d’un méthacompost est apprécié par son  rapport C/N, qui est aussi utilisé pour évaluer le degré de minéralisation de la MO.
Le taux de germes pathogènes ou de parasites enkystés est fortement réduit par la digestion anaérobie (99 % pour une digestion mésophile à environ 37 °C, et 99,99 %  pour la  digestion thermophile (55 °C), mais l'efficacité du processus d'hygiénisation dépend aussi du temps de séjour dans le méthaniseur et/ou en compostage. Une hygiénisation encore plus  poussée est parfois souhaitée. Elle peut être obtenue en chauffait le substrat au moyen du biogaz produit.  
S’il y avait des métaux lourds ou polluants non dégradables dans les matières méthanisées puis compostées il s’y retrouve, mais éventuellement sous d’autres formes. En particulier, la digestion anaérobie modifie la spéciation des métaux. Ainsi, du mercure peut avoir été en condition anaérobies méthylé par exemple, ce qui le rend encore plus toxique et écotoxique).  
Concernant les risques toxicologiques et écotoxicologiques liés à l'épandage de méthacompost, début des années 2000, les études sont contradictoires (sans doute en partie à cause de la variété de nature et pollution des produits méthanisés) et on ne dispose pas encore de données consensuelles sur les risques posés par les métaux ou d'autres polluants résiduels trouvés dans certains composts, digestats ou méthacomposts.

## Utilisations
C'est (avec le compost) l’un des produits testés depuis plusieurs années pour la production de substituts à la tourbe utilisée comme substrat de culture, notamment car la tourbe est une ressource fossile non renouvelable à échelle humaine de temps, et parce que son exploitation est source de dégâts sur les tourbières qui abritent une biodiversité importante, sont un puits de carbone et jouent un rôle-tampon majeur dans le cycle de l'eau Selon M’Sadak & M’Barek (2013), le méthacompost avicole peut être utilisé en culture hors sol mais « avec beaucoup de précautions ». Le méthacompost utilisé en agriculture comprend souvent une proportion plus ou moins importante d’excréments animaux.
Pour améliorer ses qualités physiques et hydriques, le méthacompost est mélangé à un autre substrat (« améliorateur », « aérateur» lui permettant de mieux résister au compactage et colmatage). Ainsi un  méthacompost (avicole par exemple) ne peut être utilisé pur car d’une part il contient parfois encore trop d’azote et de phosphore (cas des produits issus d’excréments de volailles) et d’autre part car présentant une porosité d’aération très insuffisante (substrat trop rétenteur).
Il doit être additionné, proportions adéquates d’une matière plus fibreuse (ex : compost sylvicole brut ayant une porosité d’aération plus élevée (substrat).
De point de vue hydrique, le méthacompost avicole à l’état pur, présente la plus faible disponibilité en eau, mais sa capacité de rétention en eau est très proche de la tourbe usagée. L’incorporation partielle restreinte à raison de 10 % de méthacompost avicole et de 10 % de compost sylvicole semble optimale dans les conditions expérimentales considérées.